# Cândido Costa Pinto

Decadência Outonal / Fadista, 1943, óleo sobre tela, 49,5 x 45 cm

Cândido da Costa Pinto (Figueira da Foz, 1911 — 1976) foi um artista gráfico e pintor português.
Em 1931 fundou o Grupo dos Divergentes e ainda nessa década começou a dedicar-se à atividade gráfica .
Na década de 1940 fez várias capas com imagens surrealizantes para a Colecção Vampiro, da editora Livros do Brasil.
Participou na Exposição do Mundo Português, 1940; expôs em algumas Exposições de Arte Moderna do S.P.N./S.N.I. tendo vencido o Prémio Souza-Cardoso em 1951; participou em muitas outras mostras coletivas, nomeadamente na II Exposição Geral de Artes Plásticas (SNBA, 1947) e nas Bienais de Veneza (1950) e  S. Paulo (1951) .
Interessou-se pelo surrealismo desde o início dos anos de 1940, em Paris, tendo contactado com André Breton. Marcada por grande habilidade técnica, a sua obra começa por revelar uma aproximação a Dali evoluindo depois para um idioma geometrizante .
Cândido Costa Pinto foi um dos principais impulsionadores da formação do Grupo Surrealista de Lisboa em 1947, que integrou, entre outros, Vespeira, Fernando Azevedo, Mário Cesariny e José Augusto França, mas a sua permanência nesse grupo foi breve (foi afastado por ter exposto uma pintura nas salas do SNI) ,
Encontra-se colaboração da sua autoria no semanário Mundo Literário   (1946-1948)
Partiu para o Brasil de 1962, arredando-se de manifestações artísticas, e ali morreu em 1976. 